# International Society of Organic Agriculture Research
Die International Society of Organic Agriculture Research (ISOFAR), zu Deutsch Internationale Gesellschaft der Forschung im Ökologischen Landbau, auf Französisch Societé Internationale de la Recherche en Agriculture Biologique ist eine Wissenschaftsorganisation.  Der eingetragene Verein hat seinen Sitz in Bonn und vereinigt weltweit Institutionen und Personen, die im Bereich des ökologischen Landbaus Agrarforschung betreiben.

## Geschichte
Die ISOFAR wurde durch das Bonner Institut für Organischen Landbau (IOL), sowie das Schweizer Forschungsinstitut für biologischen Landbau (FiBL) initiiert und am 20. Juni 2003 offiziell in Berlin gegründet. Dabei wurde Ulrich Köpke vom IOL zum Gründungspräsidenten gewählt.

## Vorstand
Die ISOFAR ist weltweit vernetzt und wird durch einen international zusammengesetzten Vorstand vertreten.
Vorstandsmitglieder seit 2014:
Exekutivvorstand
- Präsident Gerold Rahmann
- Vizepräsidentin Anne-Kristin Løes
- Schatzmeisterin Ilse A. Rasmussen

Vorstand
- M. Reza Ardakani
- Stefano Canali
- Mahesh Chander
- Peter von Fragstein und Niemsdorff
- Ulrich Hamm
- Anne-Kristin Løes
- Victor I.O. Olowe
- Gerold Rahmann
- Ilse Rasmussen
- Ewa Rembiałkowska
- Wu Wenliang
- Raffaele Zanoli

Vorstandsmitglieder 2011–2014
- Mohamed Ben Kheder (Tunesien)
- Carmelita Nidea Cervantes (Philippinen)
- Peter von Fragstein und Niemsdorff (Deutschland)
- Ulrich Hamm (Deutschland)
- Ulrich Köpke (Deutschland)
- Anne-Kristin Løes (Vizepräsidentin; Norwegen)
- László Radics (Ungarn)
- Gerold Rahmann (Schatzmeister; Deutschland)
- Ilse Rasmussen (Dänemark)
- Sang Mok Sohn (Präsident; Südkorea)
- Charles Ssekyewa (Uganda)